# Wheel of Brisbane
A Wheel of Brisbane egy 60 méter magas óriáskerék, melyet 2008-ban Brisbaneben állítottak fel az 1988-as Világkiállítás 20. évfordulójának, és Queensland állam megalakulásának 150. évfordulójának alkalmából.
A kerék a Világkiállítás helyszínéből átalakított South Bank Parklands északi bejárata közelében helyezkedik el, és 2008 augusztusában nyitották meg. Az eredeti tervek szerint 2008 és 2010 között működött volna a kerék, de az időtartamot meghosszabbították 2012-ig. Működtetője és tulajdonosa a World Tourist Attractions.
A Wheel of Brisbane Ausztrália legnagyobb kilátója. 42 zárt és légkondicionált kapszulája kb. 12-15 perces menetekkel működik.

## Galéria

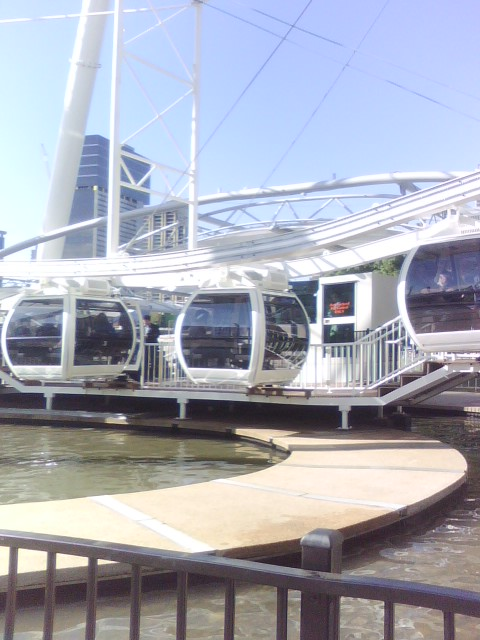
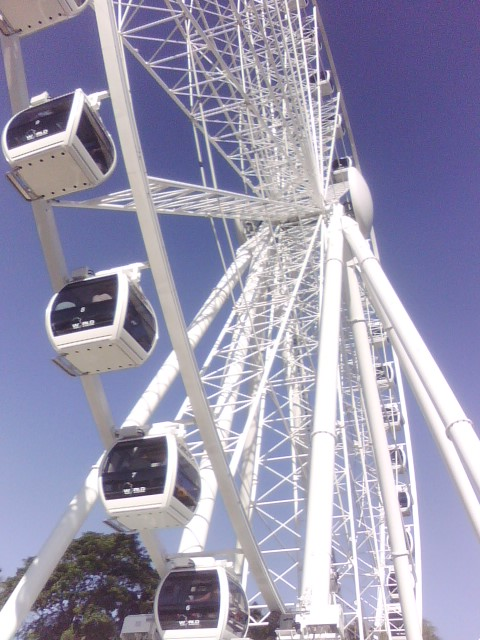
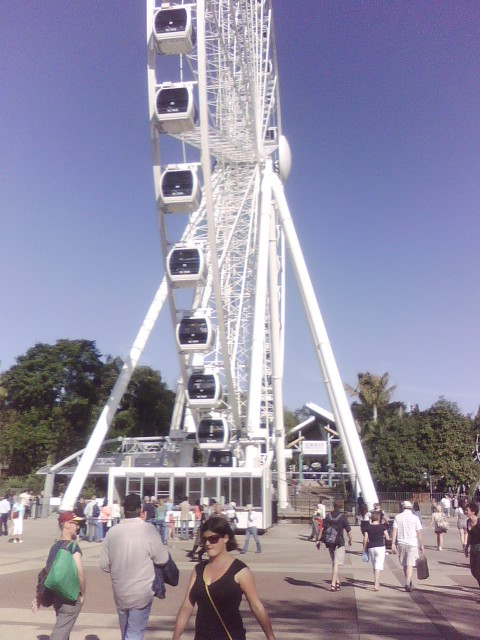